# Carencro

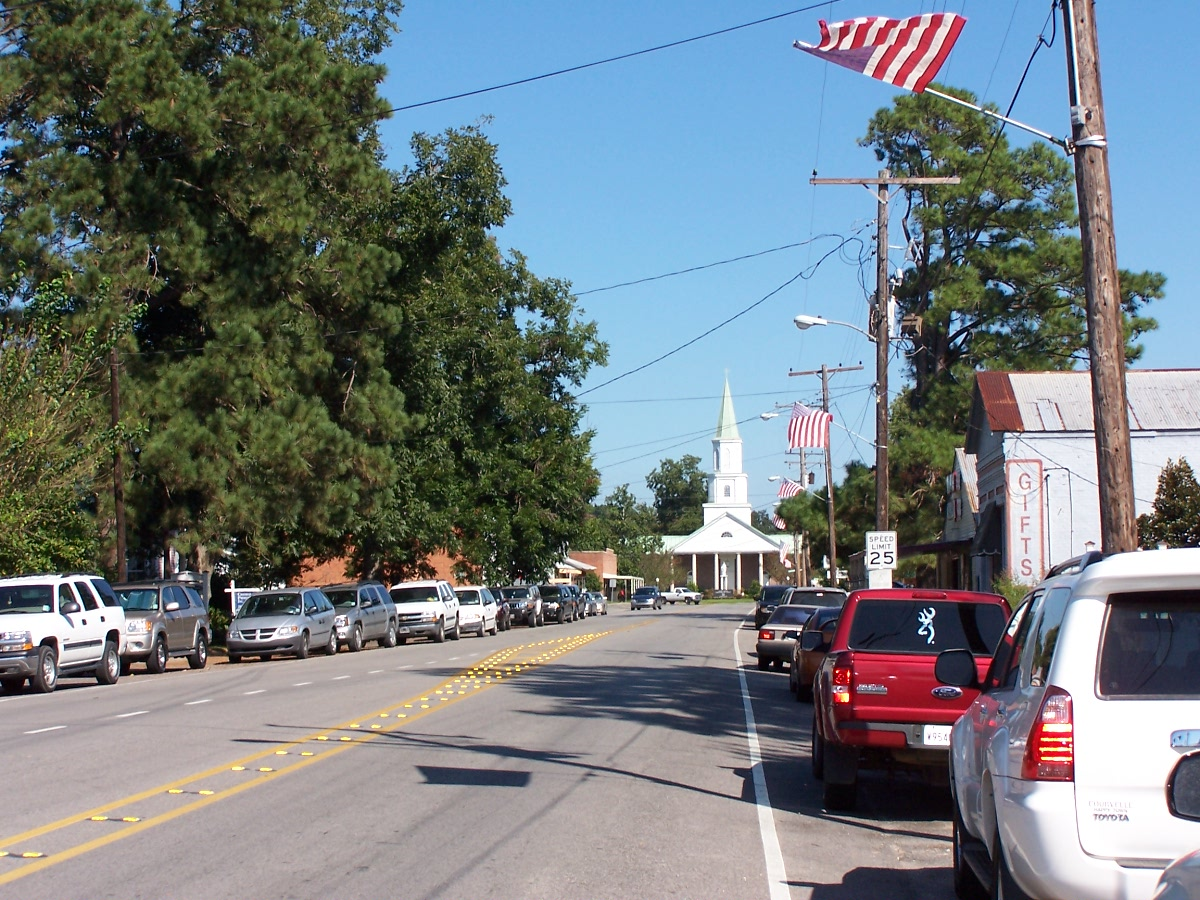
Centrum met de kerk van St.-Peter

Carencro is een plaats (city) in de Amerikaanse staat Louisiana, en valt bestuurlijk gezien onder Lafayette Parish.
De plaats werd gesticht aan het einde van de 18e eeuw door cajuns, die waren gedeporteerd door de Engelsen uit het noordoosten van het huidige Canada. Tegen het einde van de 19e eeuw had de plaats zich ontwikkeld tot een handelscentrum met meer dan 400 inwoners. Het werd toen ook een zelfstandige katholieke parochie met de kerk van St-Peter, gebouwd in 1874.

## Demografie
Bij de volkstelling in 2000 werd het aantal inwoners vastgesteld op 6120.
In 2006 is het aantal inwoners door het United States Census Bureau geschat op 6434, een stijging van 314 (5,1%).

## Geografie
Volgens het United States Census Bureau beslaat de plaats een oppervlakte van
15,8 km², geheel bestaande uit land. Carencro ligt op ongeveer 12 m boven zeeniveau.

## Plaatsen in de nabije omgeving
De onderstaande figuur toont nabijgelegen plaatsen in een straal van 12 km rond Carencro.

## Stedenbanden
- Leuze-en-Hainaut
- Dieppe (New Brunswick)